# Pointer (KRO-NCRV)
Pointer is een Nederlands onderzoeksjournalistiek platform van KRO-NCRV op tv, radio en online.
De makers van Pointer doen (dossier)onderzoek naar maatschappelijke onderwerpen, nieuws en misstanden. Ze maken hierbij gebruik van datajournalistiek, crowdsourcing en open source intelligentie. Input van kijkers en luisteraars staat centraal bij de onderzoeken.
Pointer begon als televisieprogramma op 11 april 2019. Sinds januari 2021 is het de naam van het onderzoeksjournalistieke platform van KRO-NCRV waarin de redacties van Pointer, het platform De Monitor en Reporter Radio zijn samengegaan. De eerste televisieaflevering van Pointer in de nieuwe formule was op maandag 11 januari 2021 op NPO 2. Sindsdien wordt het programma afwisselend gepresenteerd door Teun van de Keuken (bekend van de Volkskrant en Keuringsdienst van Waarde) en Anna Gimbrère, die een wetenschappelijke achtergrond heeft. In 2022 werden Charisa Chotoe en Marijn Frank als presentatoren toegevoegd.
Pointer Radio (voorheen Reporter Radio) wordt sinds 13 januari 2024 om de zaterdag om 14:00 uur gepresenteerd door Niels Heithuis op NPO Radio 1. Tussen 2021 en 2024 was dit elke zondag om 19:00 uur. 

## Afleveringen van het televisieprogramma

### 2019
| Aflevering | Datum             | Onderwerp                                       |
| ---------- | ----------------- | ----------------------------------------------- |
| 1          | 11 april 2019     | De Politievlogger                               |
| 2          | 26 juni 2019      | De Zorgcowboys, winsten van zorginstellingen    |
| 3          | 25 september 2019 | De Zorgcowboys, ongecontroleerde jaarrekeningen |
| 4          | 29 november 2019  | De Identiteitsroof                              |
| 5          | 16 december 2019  | De Zorgcowboys, winsten van zorginstellingen    |

### 2020
| Aflevering | Datum            | Onderwerp                                |
| ---------- | ---------------- | ---------------------------------------- |
| 1          | 26 januari 2020  | Beveiligingscamera's                     |
| 2          | 25 februari 2020 | De Klimaatsceptici                       |
| 3          | 29 april 2020    | Fake nieuws                              |
| 4          | 8 mei 2020       | Dood aan de grens                        |
| 5          | 27 mei 2020      | De 'verdwenen' Joodse huizen             |
| 6          | 14 oktober 2020  | Amerikaanse lobby in Nederland           |
| 7          | 21 oktober 2020  | Data: Goudmijn voor de politie           |
| 8          | 28 oktober 2020  | De jacht op online trollen               |
| 9          | 20 december 2020 | Het verborgen netwerk van complotdenkers |

### 2021
| Aflevering | Datum            | Onderwerp                                           |
| ---------- | ---------------- | --------------------------------------------------- |
| 1          | 11 januari 2021  | Zzp’ers met schulden in tijden van corona           |
| 2          | 18 januari 2021  | Floriade 2022: Duurzame droom of nachtmerrie?       |
| 3          | 25 januari 2021  | Ziek door je werk                                   |
| 4          | 1 februari 2021  | Whatsappfraude                                      |
| 5          | 8 februari 2021  | Plasticplaag: zo verdien je geld                    |
| 6          | 15 februari 2021 | Corona als beroepsziekte                            |
| 7          | 22 februari 2021 | Gemeentelijke herindeling                           |
| 8          | 1 maart 2021     | Verkeersveiligheid                                  |
| 9          | 8 maart 2021     | De winsten van kleine zorgaanbieders                |
| 10         | 15 maart 2021    | Corona als beroepsziekte                            |
| 11         | 22 maart 2021    | Vrouwenquotum                                       |
| 12         | 29 maart 2021    | Helpt de leefstijlcoach ons van de coronakilo’s af? |
| 13         | 5 april 2021     | Jong en psychisch in de knel                        |
| 14         | 12 april 2021    | Klimaatconflict in de polder                        |
| 15         | 19 april 2021    | Verkeerd gediagnosticeerd                           |
| 16         | 26 april 2021    | Een hopeloze huizenjacht                            |
| 17         | 3 mei 2021       | Arbeidsmigranten                                    |
| 18         | 10 mei 2021      | Langdurig geveld door corona                        |
| 19         | 17 mei 2021      | De kledingafvalberg                                 |
| 20         | 24 mei 2021      | In de greep van anorexia                            |
| 21         | 31 mei 2021      | Windmolens: kans of nachtmerrie?                    |
| 22         | 7 juni 2021      | Hokjesdenken in de psychiatrie                      |
| 23         | 6 september 2021 | Help! Ik zoek een huurwoning                        |

### Extra afleveringen
| Datum         | Onderwerp                                        | Info                                                  |
| ------------- | ------------------------------------------------ | ----------------------------------------------------- |
| 14 maart 2021 | De invloed van trollen op de verkiezingscampagne | Bij NLZIET als aflevering 20 uit seizoen 2021 bekend. |
| 8 april 2021  | Vaccinaties                                      |                                                       |